# Madam C. J. Walker: Una mujer hecha a sí misma
Madam C. J. Walker: Una mujer hecha a sí misma es una miniserie de televisión web dramática estadounidense, basada en la biografía On Her Own Ground de A'Lelia Bundles, que se estrenó el 20 de marzo de 2020 en Netflix.

## Concepto
Self Made es una representación ficticia de «la historia no contada y muy irreverente de la pionera y magnate del cuidado del cabello negro Madame CJ Walker y cómo ella superó la hostil América del cambio de siglo, rivalidades épicas, matrimonios tumultuosos y algunos familiares algo frívolos para convertirse en la primera mujer millonaria negra hecha a sí misma de Estados Unidos».

## Reparto y personajes

### Principal
- Octavia Spencer como Madam C. J. Walker
- Tiffany Haddish como Lelia
- Carmen Ejogo como Addie
- Garrett Morris como Cleophus Walker
- Kevin Carroll como Ransom
- J. Alphonse Nicholson como John Robinson
- Blair Underwood como Charles Joseph Walker

### Invitado
- Bill Bellamy como Sweetness
- Zahra Bentham como Nettie
- Mouna Traoré como Esther
- Roger Guenveur Smith como Booker T. Washington
- Kimberly Huie como Margaret Murray Washington

## Episodios
| N.º | Título                     | Dirigido por | Teleplay by            | Fecha de lanzamiento original | Código de prod. |
| --- | -------------------------- | ------------ | ---------------------- | ----------------------------- | --------------- |
| 1 | «The Fight of the Century» | Kasi Lemmons | Nicole Jefferson Asher | 20 de marzo de 2020           | T13.21551       |
| Sarah Breedlove es una pobre lavandera que está perdiendo el pelo cuando conoce a Addie que salva sus calvas con su milagro. Para mostrar su aprecio por Addie, Sarah quiere convertirse en vendedora, pero Addie derriba su confianza al decirle que se limite a lavar la ropa ya que las mujeres nunca querrán comprar un producto de alguien que se parece a ella. Enfurecida, Sarah crea su propia línea de productos. Aunque se venden bien, ella ansía más y decide trasladar a toda su familia a Indianápolis. La compañía de Sarah tiene éxito hasta que Addie llega a la ciudad. Asustada por la competencia, Sarah decide ofrecer un acuerdo de «compre uno y llévese otro gratis», pero en la lucha que sigue para cumplir con los pedidos, su casa se incendia. Mientras observa a Addie hacerse con sus clientes, promete reconstruir su negocio y toma el nombre de Madam C. J. Walker. |                            |              |                        |                               |                 |
| 2 | «Bootstraps»               | Kasi Lemmons | Janine Sherman Barrois | 20 de marzo de 2020           | T13.21552       |
| Sarah paga un anticipo en una fábrica pero tiene problemas para asegurar que los inversores paguen el resto. Ella decide obtener el respaldo de Booker T. Washington pero no puede conocerlo. Al acercarse a la esposa de Washington, Margaret, Sarah aboga por el apoyo de su club antes de estrellarse en la conferencia de Washington y hacer un llamamiento a los inversores. Más tarde, Washington aplasta sus esperanzas de un respaldo al compartir sus propios puntos de vista sexistas sobre las mujeres emprendedoras. |                            |              |                        |                               |                 |
| 3 | «The Walker Girl»          | DeMane Davis | Elle Johnson           | 20 de marzo de 2020           | T13.21553       |
| Sarah decide llevar a su hija Leila a la ciudad de Nueva York para tener una oportunidad de negocio sobre su esposo, Charles, quien siente que cada vez más lo excluyen del negocio. Addie aprovecha la oportunidad para robar a cinco de las mejores vendedoras de Sarah, incluida Dora, una bella vendedora que está teniendo una aventura con Charles. Cuando Sarah regresa al caos, descubre todo lo que ha estado sucediendo y una vez más antepone su negocio a su vida personal. |                            |              |                        |                               |                 |
| 4 | «A Credit to the Race»     | DeMane Davis | Nicole Jefferson Asher | 20 de marzo de 2020           | T13.21554       |
| Mientras Sarah expande su imperio fuera de la ciudad de Nueva York, se entera de que se está muriendo y comienza a presionar a Leila para que le proporcione un heredero, sin darse cuenta de que Leila está enamorada de una mujer y ha estado en una relación con ella durante años. Mientras tanto, Charles regresa con ganas de finalizar su divorcio con Sarah y amenaza con revelar el secreto detrás de su fórmula si no firma los documentos. |                            |              |                        |                               |                 |

## Producción

### Desarrollo
El 10 de noviembre de 2016, se anunció que Zero Gravity Management había optado por los derechos de pantalla de la biografía de Madame C. J. Walker de A'Lelia Bundles, titulada On Her Own Ground, con la intención de desarrollarla en una serie limitada. Se esperaba que la producción fuera escrita por Nicole Asher, dirigida por Kasi Lemmons, y producida por Octavia Spencer, Christine Holder y Mark Holder.
El 6 de julio de 2017, se anunció que Netflix había dado a la producción un pedido en serie que constaba de ocho episodios. Entre los productores ejecutivos se iba a contar con LeBron James, Maverick Carter, Mark Holder, Christine Holder, Janine Sherman Barrois y Elle Johnson. Está fijado que Kasi Lemmons se encargue de producir de manera directa y ejecutiva el primer episodio. Las compañías de producción involucradas son SpringHill Entertainment junto con Zero Gravity Management. La serie se estrenó el 20 de marzo de 2020.

### Casting
Junto con el anuncio de desarrollo inicial, se confirmó que la serie protagonizaría a Octavia Spencer como Madam C. J. Walker. El 6 de agosto de 2019, se anunció que Tiffany Haddish, Carmen Ejogo, Blair Underwood, Garrett Morris y Kevin Carroll se habían unido al elenco. El 21 de agosto de 2019, Bill Bellamy fue elegido para la miniserie. El 15 de octubre de 2019, Zahra Bentham y Mouna Traoré fueron elegidos en papeles secundarios.

### Rodaje
La filmación de la serie limitada tuvo lugar del 26 de julio de 2019 al 20 de septiembre de 2019 en las ciudades canadienses de Mississauga, Cambridge, Stratford y St. Catharines.

## Recepción
En el sitio web del agregador de reseñas Rotten Tomatoes, la miniserie tiene una calificación de aprobación del 77% basada en 13 revisiones, con una calificación promedio de 5.95/10. El consenso de críticos del sitio web dice: «Self Made no siempre hace honor a su homónimo, pero no se puede negar que la espectacular encarnación de Octavia Spencer de la singular Madame C. J. Walker es algo digno de verse». En Metacritic, tiene una media ponderada de 64 de 100, basado en 17 críticos, lo que indica «revisiones generalmente favorables». Otras críticas muestra su desilusión debido a la ficción e imprecisiones en la historia. Addie Monroe es un personaje ficticio destinado a retratar a Annie Malone, otra millonaria hecha a sí misma que en realidad fue la mentora de Walker. Ella es retratada como una villana, mientras que otra falsificación es la representación de la hija de Walker como lesbiana.